# Vital I Michele
Vital I Michele var regerande doge av Venedig 1096-1102. 